# Penikene
Penikene is een bestuurslaag in het regentschap Lembata van de provincie Oost-Nusa Tenggara, Indonesië. Penikene telt 705 inwoners (volkstelling 2010).